# Black Mamba
Black Mamba [ˌblækˈmæmbə] (englisch für „Schwarze Mamba“) ist ein Inverted Coaster im Themenbereich Deep in Africa [ˈdiːp ɪn ˈæfɹɪkə] (englisch für „Tief in Afrika“) des Phantasialands in Brühl. Sie gehört zu den teuersten Achterbahn-Projekten Deutschlands und wurde am 24. Mai 2006 eröffnet.

## Technisches

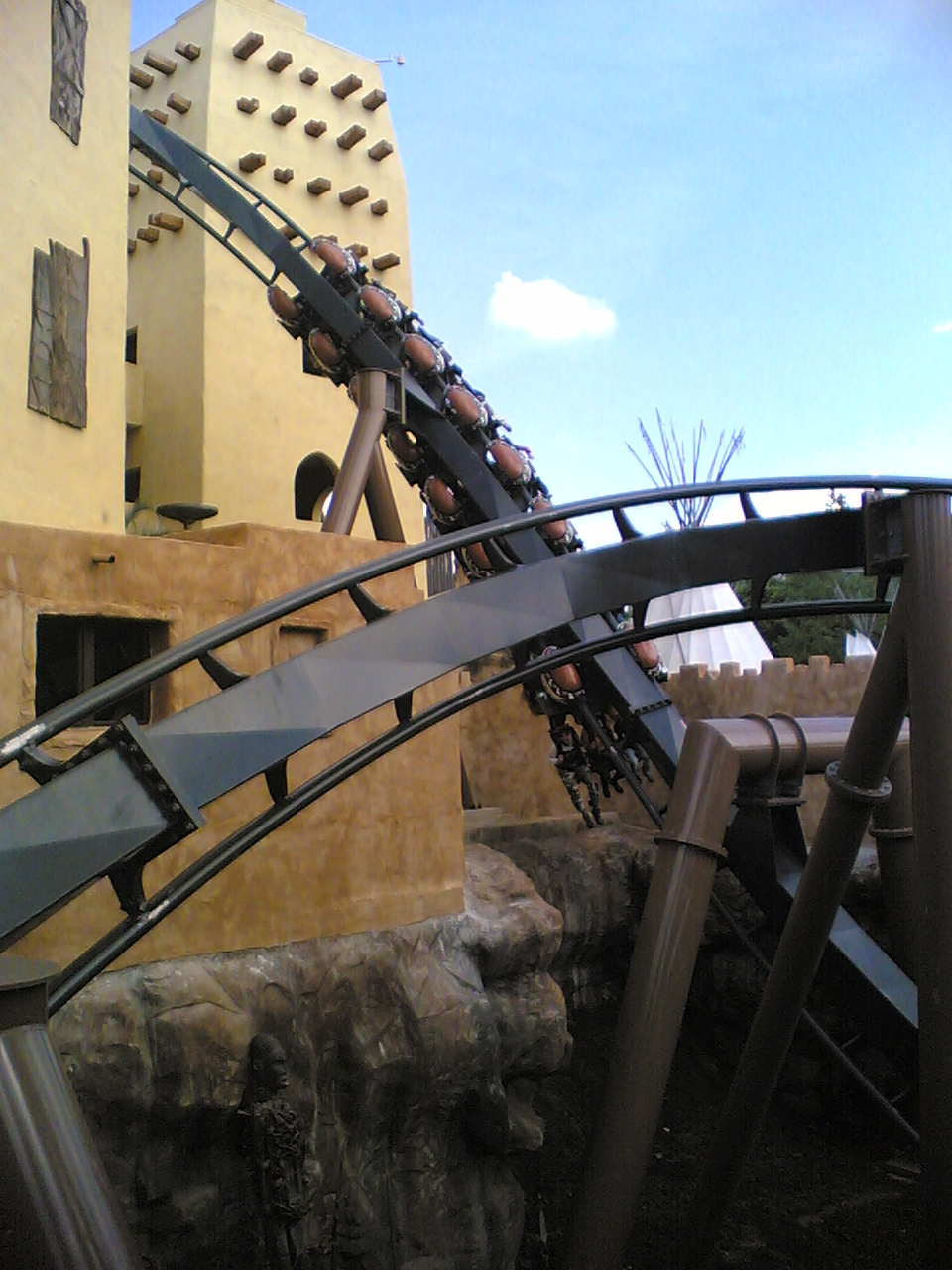
Erste Abfahrt

Die vom Schweizer Hersteller Bolliger & Mabillard (B&M) geplante Bahn ist ein sogenannter Inverted Coaster, bei dem der Zug unter der Schiene hängt und die Beine frei sind. Die Bahn ist nicht auf eine ebene Fläche gesetzt, sondern durch Schluchten und Tunnel eng mit dem Gelände verknüpft, ähnlich der Bahn Nemesis in Alton Towers.
Die Gleise wurden aus 70 Einzelteilen mit 0,15 mm Fertigungstoleranz zusammengesetzt. Die niedrige Fertigungstoleranz hilft nicht nur beim Aufbau, der von vier verschiedenen Stellen aus begonnen wurde und somit am Ende an vier Stellen zusammenpassen musste, sondern sorgt auch in der Regel für ruckelfreie Übergänge zwischen den Schienensegmenten. Die Schienen der Bahn wurden mit Sand gefüllt, um eine besonders leise Fahrt zu gewährleisten.
Neben den für eine B&M-Bahn relativ typischen Überschlägen wie Looping, Zero-g-Roll und Korkenziehern (heißt bei B&M-Bahnen Flat Spin) ist die Black Mamba die erste Bahn mit einem Inclined Immelmann (auch Jr. Immelmann genannt). Im Gegensatz zum normalen Immelmannelement bei Achterbahnen, wird bei der Inclined-Version keine vollständige Überkopffahrt erreicht. Eine weitere Besonderheit ist eine begehbare Brücke durch den Looping.
In den Kurven, eine davon die engste des Herstellers, wirken bis zu 4,5g auf die Mitfahrer. An zehn Stellen erleben die Gäste sogenannte Near-Misses (dt.: Beinahezusammenstöße), bei denen die Bahn so nah an den Wänden vorbeifährt, dass der Eindruck einer Kollision entsteht. Das verwendete Prinzip des Lichtraumprofils garantiert allerdings, dass selbst große Mitfahrer gefahrlos den engsten Near-Miss von ca. 50 cm überstehen. Die Fahrstrecke befindet sich zu ca. 66 % unterhalb des normalen Niveaus im Themenbereich, welches sich 10 m über der tiefsten Stelle der Bahn befindet.
Die Warteschlange zur Station ist ebenso thematisiert wie der Rest des Themenparkteils „Deep in Africa“. Es gibt entlang des Weges Wasserfälle und Bachläufe sowie eine üppige Bepflanzung und einige Schmuckelemente. Ein komplexes System aus versteckten Lautsprechern vermittelt Dschungelatmosphäre. Dazu werden Tierstimmen wiedergegeben, welche sich virtuell im Raum bewegen, indem nacheinander andere Lautsprecher angesteuert werden, was die akustische Illusion eines sich fortbewegenden Tieres erscheinen lässt. Das Lifthillgebäude der Black Mamba wurde optisch an die Große Moschee von Djenné angelehnt, die sich in Mali befindet.
Kurz vor der Station teilt sich der Weg in separate Warteschlangen für die Reihe 1 und die Reihen 2–8 auf. Für korpulentere Menschen verfügen die Reihen 4 und 5 über jeweils einen etwas größeren Sitz. Die Fahrgäste müssen mindestens 10 Jahre alt und 1,40 m bis maximal 1,95 m groß sein, um mitfahren zu können.

## Eröffnung
Einen Tag vor der offiziellen Öffnung am 24. Mai 2006 gab es ein sogenanntes Pre-Opening (dt.: Voraböffnung), an dem neben geladenen Gästen auch Privatleute teilnehmen konnten, indem sie Karten für die erste Fahrt ersteigerten. Der Erlös kam im Rahmen des RTL-Spendenmarathons dem Bau einer Schule in Malawi zugute.

## Auszeichnungen
- Parkscout Europe Jury Award 2009/2010 „Beste Achterbahn Europas“[7]